# 走り続けてよかったって。
『走り続けてよかったって。』（はしりつづけてよかったって）は、SIGNAL.MD制作による日本のアニメーション作品。高橋ナツコシリーズ構成・脚本、篠沢侑斗脚本によるオリジナル作品である。略称は「はしよか」。
代々木アニメーション学院をモデルとする声優スクール「水道橋アニメーション学院」を舞台に、声優になる夢を追いかけ成長する生徒たちを描く。2018年10月9日から10月30日にかけて15分枠で放送されたテレビアニメ。

## 登場人物
須山 湊（すやま みなと）
声 - 福山潤
大森 千歌子（おおもり ちかこ）
声 - 野口衣織（=LOVE）
中田 凌太（なかた りょうた）
声 - 鳥海浩輔
生駒 景（いこま けい）
声 - 渕上舞
具志堅 栞（ぐしけん しおり）
声 - こいぬ
講師
声 - 矢尾一樹、松本梨香、竹本英史
音響監督
声 - 郷田ほづみ

## スタッフ
- 原作・音楽 - HoneyWorks
- 監督 - 荒川眞嗣
- キャラクター原案 - ヤマコ(HoneyWorks)
- シリーズ構成 - 高橋ナツコ
- キャラクターデザイン - 薄井将生
- プロップデザイン - 吉田大洋
- 色彩設計 - 小島真喜子
- 美術監督 - 小倉宏昌
- 撮影監督 - 今関舞子
- 編集 - 松原理恵
- 音響監督 - 郷田ほづみ
- プロデューサー - 田中剛志
- クリエイティブプロデューサー - 座間淳平（Vizm）
- アニメーションプロデューサー - 本多史典
- アニメーション制作 - SIGNAL.MD
- 製作 - はしよか製作委員会

## 主題歌
OP・EDともに作詞・作曲・編曲はHoneyWorks。
「夢ファンファーレ」
勇次郎（内山昂輝）、愛蔵（島﨑信長）からなるLIP×LIPによるオープニングテーマ。
「アイカツハッピーエンド」
=LOVEによるエンディングテーマ。

## 各話リスト
| 話数 | サブタイトル               | 脚本       | 絵コンテ | 演出     | レイアウト | 作画監督               | 総作画監督 |
| ---- | -------------------------- | ---------- | -------- | -------- | ---------- | ---------------------- | ---------- |
| 1.   | 新たな場所、そして出会い。 | 高橋ナツコ | 荒川眞嗣 | 荒川眞嗣 | 荒川眞嗣   | 三島千枝、山本真夕子   | 薄井将生   |
| 2.   | 千歌子のトラウマ           | 高橋ナツコ | 荒川眞嗣 | 荒川眞嗣 | 荒川眞嗣   | 山本真夕子             | 薄井将生   |
| 3.   | 湊の悩みと葛藤             | 篠沢侑斗   | 荒川眞嗣 | 荒川眞嗣 | 荒川眞嗣   | 山本真夕子、今橋明日菜 | 薄井将生   |
| 4.   | 未来に向かって             | 高橋ナツコ | 荒川眞嗣 | 荒川眞嗣 | 荒川眞嗣   | 山本真夕子、今橋明日菜 | 薄井将生   |

## 放送局
| 放送期間                 | 放送時間                     | 放送局 | 対象地域 | 備考                  |
| ------------------------ | ---------------------------- | ------ | -------- | --------------------- |
| 2018年10月9日 - 10月30日 | 火曜 2:40 - 2:55（月曜深夜） | BS11   | 日本全域 | BS放送 / 『ANIME+』枠 |

インターネットでは、Amazonプライム・ビデオにて、各話10分前より配信。